# La Jeune Gravure contemporaine
La Jeune Gravure contemporaine est une association fondée en 1929.

## Histoire et action
Au départ, elle n'est qu'une association de quelques peintres passionnés par la gravure, réunis simplement par amitié et estime mutuelle malgré la diversité de leurs tendances. Avec sa jovialité chaleureuse, Pierre Guastalla anime le groupe et lui donne sa vraie cohésion.
Sous l'appellation "Les Jeunes Graveurs Contemporains" le groupe réalise sa première exposition en 1929 à la galerie Marcel Guiot à Paris. Dans les années 1930, celui-ci prend le nom de "La Jeune Gravure Contemporaine" et, malgré la crise économique qui s'installe et affecte le marché de l'art, il expose tous les ans à Paris ainsi qu'en province: Nantes (1933), Mulhouse, Strasbourg, Colmar, Nancy, Belfort, Toulon, Lyon, Épinal, Saint-Étienne, Reims et Rouen (1939).
La guerre amène, jusqu'en 1945, séparations et isolements. Mais les membres se retrouvent, l'association s'élargit et reprend son action.
C'est ainsi que vont se définir les lignes d'action auxquelles l'association est attachée:
- organisation d'expositions à Paris, en province et à l'étranger,
- invitations à exposer individuelles et collectives largement ouvertes aux jeunes graveurs ainsi qu'aux graveurs étrangers,
- édition annuelle de gravures destinées aux membres adhérents (amateurs et collections publiques),
- organisation de réunions rassemblant artistes et amateurs.

## Présidents
| Identité                        | Période | Période  | Durée  |
| Identité                        | Début   | Fin      | Durée  |
| ------------------------------- | ------- | -------- | ------ |
| Pierre Guastalla (1891 - 1968)  | 1929    | 1968     | 39 ans |
| Jean Deville (1901 - 1972)      | 1969    | 1972     | 3 ans  |
| Jacques Houplain (1920 - 2020)  | 1972    | 1976     | 4 ans  |
| Raoul Pradeau (d) (1920 - 2005) | 1976    | 2000     | 24 ans |
| André Béguin (1927 - 2021)      | 2000    | 2004     | 4 ans  |
| Pierre Sanchez (d) (né en 1963) | 2004    | En cours | 21 ans |